# 宣益民
宣益民（1956年9月—），安徽无为人，中国工程热物理专家，南京航空航天大学教授、副校长。2015年当选为中国科学院院士。

## 教育经历
1982年毕业于哈尔滨船舶工程学院，1984年获南京工学院硕士学位，1991年获德国汉堡国防大学博士学位。